# Kangurka
Kangurka – kurtka stanowiąca okrycie wierzchnie wchodzące w skład munduru harcerskiego, najczęściej wykonywana z nieprzepuszczalnego materiału, ściągana w pasie. Cechą charakterystyczną kangurki jest to, że wkłada się ją przez głowę. 